# Люди Икс: Дни минувшего будущего
«Лю́ди Икс: Дни мину́вшего бу́дущего» (англ. X-Men: Days of Future Past) — американский супергеройский фильм 2014 года, снятый Брайаном Сингером по сценарию Саймона Кинберга и сюжету Кинберга, Джейн Голдман и Мэттью Вона. Фильм основан на комиксах издательства Marvel Comics о Людях Икс. Это седьмой фильм в серии фильмов о Людях Икс, продолжение к фильмам «Люди Икс: Последняя битва», «Люди Икс: Первый класс» и «Росомаха: Бессмертный» и пятый фильм в основной серии. В актёрский ансамбль вошли Хью Джекман, Джеймс Макэвой, Майкл Фассбендер, Дженнифер Лоуренс, Хэлли Берри, Анна Пэкуин, Эллен Пейдж, Питер Динклэйдж, Иэн Маккеллен и Патрик Стюарт. Сюжет, вдохновлённый сюжетной линией Uncanny X-Men «Дни минувшего будущего» Криса Клермонта и Джона Бирна, фокусируется на двух периодах времени, когда Логан путешествует назад во времени в 1973 год, чтобы изменить историю и предотвратить событие, которое приводит к невыразимому разрушению как для обычных людей, так и для мутантов.
Вон снял фильм «Люди Икс: Первый класс» и должен был вернуться, чтобы снять «Дни минувшего будущего», прежде чем перейти к фильмам «Kingsman: Секретная служба» и «Фантастическая четвёрка» (2015). В итоге, Сингер, который снял первые два фильма о Людях Икс, вернулся в качестве режиссёра и взял с собой большую часть съёмочной группы из этих фильмов. С бюджетом в 205 миллионов долларов съёмки начались в апреле 2013 года в Монреале, Квебек, и завершились в августе того же года, дополнительные съёмки и пикапы состоялись в ноябре 2013 года и феврале 2014 года. Визуальными эффектами занимались двенадцать компаний.
Премьера фильма состоялась 10 мая 2014 года в Нью-Йорке, 22 мая в России и 23 мая в США компанией 20th Century Fox. Фильм получил похвалу за свой сюжет, визуальные эффекты, боевые сцены, актёрскую игру и тематические элементы, и многие считают его одним из лучших фильмов во франшизе. За время своего театрального показа фильм заработал более 746 миллионов долларов по всему миру, что делает его шестым кассовым фильмом 2014 года, а также третьим кассовым фильмом в серии после «Дэдпула» и «Дэдпула 2». Фильм получил номинацию на премию «Оскар» за лучшие визуальные эффекты, что делает его первым фильмом о Людях Икс, номинированным на «Оскар». Продолжение под названием «Люди Икс: Апокалипсис» вышло 27 мая 2016 года.

## Сюжет
Действие фильма начинается в недалеком будущем (в 2023 году). Программа «Стражи», созданная Правительством США для отлова мутантов, взбунтовалась, когда начала находить «спящие» мутационные гены и в обычных людях. Теперь весь мир лежит в руинах, а оставшиеся в живых обычные люди и мутанты содержатся в концентрационных лагерях.
Единственные, кто продолжают сопротивляться Стражам, — это Люди Икс, среди которых остались Бобби Дрейк, Пётр Распутин, Варпатч, Блинк, Санспот, Профессор Чарльз Ксавьер, Логан, Магнито, Шторм, Китти Прайд и Бишоп. Они постоянно мигрируют от бункера к бункеру, так как Стражи рано или поздно находят их. Китти Прайд открыла в себе способность «перемещать» разум в прошлое, благодаря чему мутанты узнают о времени рейда и успевают сбежать. Но после рейда в Москве отступать некуда.
Профессор Ксавьер, Логан, Магнито и Шторм прибывают в Китай в поисках укрывшихся мутантов. Колосс, Варпатч и все остальные также оказываются в живых. Их план состоит в том, чтобы отправить Чарльза в 1973 год, дабы не дать Мистик убить Боливара Траска — создателя Стражей — во время подписания мирного договора в Париже. Именно это убийство повлекло за собой последовавшие события, потому что Мистик не успела сбежать, и на основе взятой у неё ДНК был создан компонент, дающий Стражам возможность адаптироваться под любого врага. Однако назад во времени удаётся отправить только Логана благодаря его регенерации. Остальные мутанты остаются в монастыре. Ксавьер и Магнито просят Логана объединить их и не дать развязать войну.
Оказавшись в 1973 году, Логан добирается до заброшенного особняка, когда-то бывшего школой для мутантов Ксавьера. Там Логан вступает в непродолжительную схватку с Хэнком Маккоем. Хэнк разработал препарат, позволяющий ему выглядеть как человек, а Ксавьеру — ходить, подавляя при этом суперсилы. Найдя Чарльза, Логан рассказывает ему о будущем и убеждает освободить Магнито из тюрьмы, расположенной под Пентагоном. Эрик Леншерр, в свою очередь, был арестован за убийство президента США Джона Ф. Кеннеди. Логан, Чарльз и Хэнк обращаются за помощью к Питеру Максимоффу, молодому мутанту, могущему перемещаться невообразимо быстро, и просят его помочь освободить Магнито. Тем временем Траск требует у правительства финансирования его программы «Стражи», однако ему отказывают. В то же время Мистик спасает Жабу, Алекса Саммерса, Инка и Спайка от Уильяма Страйкера и находит Траска.
В Пентагоне Логан, Чарльз, Зверь и Питер, одолев охрану, спасают Магнито. Прибыв в Париж, Мистик пытается убить Траска, но Страйкер нейтрализует её. В этот же момент появляются Люди Икс, и Магнито пытается убить Рэйвен, чтобы она наверняка не смогла больше ничего натворить, но Зверь в ярости нападает на него. Эрик с трудом отбивается от Хэнка, а Мистик убегает. Логан видит Страйкера, из-за этого у него проскальзывают воспоминания о его прошлом (именно Страйкер провел эксперимент над Логаном, стерев ему память и покрыв скелет адамантием). Логан выходит из-под контроля в обеих временных параллелях и случайно ранит Китти, отчего ей тяжелее держать контакт двух времен. Страйкер, в свою очередь, также заинтересовался Логаном, увидев его когти.
Президент Никсон даёт согласие на финансирование программы «Стражей» и устраивает демонстрацию в Вашингтоне. Магнито врывается в здание «Траск Индастриз», крадёт чертежи роботов и переделывает их на борту поезда, идущего в Вашингтон, оснащая металлом. Тем временем Чарльз и Логан возвращаются в особняк, где Ксавьер всё-таки жертвует своей возможностью ходить в пользу телепатии. С помощью Логана Чарльз связывается с самим собой из будущего. Старый Ксавьер просит молодого себя «дать им надежду снова».
Логан, Ксавьер и Зверь прибывают в Вашингтон, чтобы не дать Мистик убить Траска на презентации Стражей. Переделанные роботы начинают атаковать публику. Никсон и Траск, преследуемые замаскированной под охранника Мистик, отправляются в убежище. Эрик вырывает из земли стадион «Роберт Ф. Кеннеди Мемориэл Стэдиум» и ставит его вокруг Белого дома. Под его контролем все Стражи. Один из них, следуя первоначальной программе по приказу Магнито, гоняется за Логаном и Хэнком. Логан вступает в бой с Магнито, однако Эрик, пронзая его арматурой, выкидывает в реку. Теперь герои прошлого сами за себя. В свою же очередь, в 2023 году Люди Икс ведут битву с намного более могущественными версиями Стражей, всё же нашедшими их убежище. Во время этого боя погибает большинство мутантов. В 1973 году Магнито, включив камеры с презентации, готовится убить спрятавшихся в убежище и объявить обычным людям войну, но Мистик ранит его и направляет пистолет на Траска. Чарльзу удаётся убедить её не убивать его, и она бросает пистолет на землю. В 2023 году Стражи готовятся убить последних Людей Икс, но будущее меняется, и всё исчезает. В прошлом Чарльз даёт Мистик и Магнито уйти.
Логан просыпается в школе для мутантов и обнаруживает, что все Люди Икс, включая Ороро Монро, Джин Грей и Скотта Саммерса, выжили. Но что стало с Санспотом, Блинк, Варпатчем и Бишопом, неизвестно. Это означает, что история с 1973 года двинулась по другому пути. Чарльз говорит Логану, что им ещё многое нужно наверстать. В 1973 году Мистик, приняв облик Страйкера, вытаскивает Логана из воды.
В сцене после титров показана толпа, которая скандирует «Эн Сабах Нур» перед молодым мутантом, строящим пирамиду. Это Апокалипсис — самый древний и невероятно сильный мутант. А то, что выкрикивает толпа — его имя. Возле него можно увидеть четырёх людей верхом на лошадях. Это четыре всадника Апокалипсиса — Война, Мор, Голод и Смерть.

## В ролях
- Хью Джекман — Логан / Росомаха:
Мутант с ускоренной регенерацией, повышенной чувствительностью, похожей на животную, и — в 1973 году — выдвижными костными когтями; в будущем его скелет и когти пропитаны адамантием, что делает его практически неуязвимым. Его лечебный фактор также замедляет его старение, позволяя ему жить дольше обычного человека. Джекман отметил, как Росомаха управляет сюжетом, несмотря на его грубую личность, сделал интересный выбор истории, как «если вы хотите, чтобы кто-то вернулся, чтобы оторвать чью-то голову, фантастика, но он действительно должен вернуться и почти действовать частично как вдохновение, как наставник, как проводник, потому что он не может сделать всё это самостоятельно, что всегда является его предпочтительным методом»[8].
- Джеймс Макэвой и Патрик Стюарт — Чарльз Ксавьер / Профессор X:
Мутант-пацифист и самый мощный телепат в мире. Он также является основателем Школы для одарённых детей и лидером Людей Икс. Сингер описал молодого Ксавьера как «очень отличающееся от безумного плейбоя „Первого класса“. Он раненое животное, бородатое, длинношерстное, наполненное яростью от того, как мир относился к нему»[9]. Кинберг сказал, что фильм должен был стать историей о младшем Ксавьере, который «вырос профессором Ксавьером, которого мы знаем», когда Росомаха наставлял его[10].
- Майкл Фассбендер и Иэн Маккеллен — Эрик Леншер / Магнето:
Мощный мутант, который может манипулировать магнитными полями. Сначала он не несогласен с Ксавьером из-за желания доказать превосходство мутантов. Но потом они снова становятся союзниками, поскольку взрослый Эрик помогает Людям Икс сражаться со Стражами в будущем.
- Дженнифер Лоуренс — Рейвен / Мистик:
Мутант со способностью к внешнему перевоплощению, а также подруга детства и приёмная сестра Ксавьера. Сингер сказал, что Мистик «менее невинна, развита, приближаясь к тому месту, где была Мистик в „Людях Икс 2“»[11]. Лоуренс страдала от раздражения кожи от всего грима тела, используемого в «Первом классе», и процесс был изменён так, что от них шеи был боди[12], чья молния была удалена во время постпроизводства[13]. В результате процесс грима был сокращён с восьми часов до трёх[14]. Команда по гриму из Legacy Effects создала щёки Мистик в цифровом виде, сделав их короче по размеру и разместив таким образом, чтобы подчеркнуть лицо Лоуренс[15].
- Хэлли Берри — Ороро Монро / Шторм:
Мутант, которая может манипулировать погодой, и один из самых проверенных и могущественных Людей Икс. На вопрос, повлияла ли её беременность на её роль, Берри ответила: «Я была не такой сильной, какой должна была быть. Мой постоянно растущий живот был постоянным испытанием! То, что я могла сделать, стало более ограниченным, поэтому роль, которую я играю, настолько отличается от той, какой она могла бы быть, из-за моей неожиданной беременности»[16]. По словам Кинберга, у Берри была ещё одна сцена в фильме, которая была вырезаны из-за ограниченного графика Берри[17].
- Николас Холт и Келси Грэммер — Хэнк Маккой / Зверь:
Мутант с львиными атрибутами, суперсилой, ловкостью, рефлексами и повышенной скоростью. Холт играет персонажа в сценах, действие которых происходит в 1973 году, а Келси Грэммер появляется в роли Зверя в будущем, что указано в титрах[18]. Камео было добавлено, потому что сценаристы чувствовали, что Зверь Холта был «таким милым, молодым персонажем», что зрители хотели бы узнать, что он выжил[19]. Как только Грэммер узнал об этой возможности вернуться к роли Зверя, персонажа, которого он любил играть в «Последней битве», он позвонил Сингеру с просьбой принять участие, и его тайно отправили из Нью-Йорка, чтобы не привлечь внимание[20].
- Анна Пэкуин — Шельма:
Мутант, которая могла поглощать жизненную силу и мутантные способности любого, к кому она прикасается, до тех пор, пока не вылечилась в «Последней битве». Кинберг написал более короткую часть для Пэкуин, чем первоначально планировалось, потому что у неё не было много времени, чтобы быть на сцене[17]. Во время постпроизводства роль Пэкуин была сведена к камео после того, как большинство её сцен были вырезаны; эти сцены были позже восстановлены в альтернативной версии фильма, которая была выпущена на видео[21][22][23][24]. По словам Кинберга, Шельма должна была быть спасеена будущими Магнето и Ксавьером, чтобы предоставить старшим персонажам миссию, «что-то вроде „Непрощённого“». В конце концов, продюсеры почувствовали, что это был подсюжет, который «не обслуживал основной сюжет», и пересняли сцены, чтобы заменить их[25]. Тем не менее, она все ещё была представлена в различных рекламных материалах фильма[26][27]. Пэкуин позже заявила, что ей всё ещё было весело сниматься, и она не возражала против того, что большинство её сцен были вырезаны из фильма[28][29].
- Эллен Пейдж[a] — Китти Прайд / Призрачная кошка:
Мутант, которая может проходить через твёрдые объекты. Как самый молодой член Людей Икс, она играет важную роль в их борьбе за выживание[30]. Сингер описал Прайд как главного фасилитатора, и что способность Прайд к поэтапному ведению позволяет путешествовать во времени[31]. Кинберг, когда его спросили, почему Прайд не является путешественником во времени в экранизации комиксов, сказал: «[Если] мы бы попытались следовать оригиналу и использовать Китти, у нас была бы проблема, потому что [Эллиоту] 25 лет, и [они] были бы −20 в эпоху „Первого класса“»[10].
- Питер Динклэйдж — доктор Боливар Траск:
Военный учёный и глава Trask Industries, который создает ряд роботов под названием Стражи, предназначенных для поиска и уничтожения мутантов. Динклэйдж сказал, что Траск «видит то, что он делает, как хорошую вещь — [его амбиции] определённо слепы, и он довольно высокомерен. Он всю свою жизнь стремился к определённому уважению и вниманию». Он также сказал, что Траск выступает против Ричарда Никсона[32]. Сингер сказал, что он является поклонником Динклэйджа и телесериала «Игры престолов», в котором Динклэйдж играет Тириона Ланнистера, что вдохновило его на роль Динклэйджа[17].
- Шон Эшмор — Бобби Дрейк / Человек-лёд:
Мутант, который может создавать и манипулировать льдом. Эшмор сказал о своей роли: «В первых „Людях Икс“ мне пришлось сделать розу для Шельмы, но это была степень персонажа, так что круто смотреть эти четыре фильма, начиная с „Людей Икс 2“ и до „Людей Икс 2“, где вы вроде как видите, как он делает ледяную стену, и в „Людях Икс 3“ он, наконец, вступает в бой, и в „Днях минувшего будущего“ мы солдаты»[33].
- Омар Си — Бишоп:
Мутант, который может поглощать энергию и перенаправлять её в кинетические взрывы. Сингер сказал, что Бишоп, наряду с Варпатчем, Санспотом и Блинк, не являются новобранцами. Он сказал: «Это больше беженцы, которые живут изо дня в день в этом ужасно разрушенном мире. У них нет большой надежды на будущее. Они в бегах, и они объединяют усилия с оставшимися Людьми Икс, чтобы попытаться сделать эту последнюю попытку исправить мир»[34].
- Эван Питерс — Питер Максимофф / Ртуть:
Мутант, который может двигаться, говорить и думать со сверхзвуковой скоростью. Питерс описал Ртуть как "очень быстрого, он говорит быстро, он движется быстро. Всё остальное очень медленно по сравнению с ним, как будто он всегда в банкомате ждёт, когда урод перед ним закончит[35].
- Джош Хелман — майор Уильям Страйкер:
Военный офицер, который ненавидит мутантов. Первоначально Хельман был выбран для игры младшей версии Джаггернаута, но этот персонаж был удалён из сценария[36]. Брайан Кокс, который сыграл взрослого Страйкера в «Людях Икс 2», появляется в архивных кадрах.
- Дэниел Кадмор — Питер Распутин / Колосс:
Мутант, который может превратить своё тело в органическую сталь, что дает ему сверхчеловеческую силу, выносливость и долговечность в этой форме. Кадмора спросили, тренировался ли он для своей роли, и он ответил: «У меня не было много времени, чтобы подготовить фильм к этому. Мой друг-тренер из Ванкувера составил для меня небольшую быструю программу тренировок. Поскольку роль была для Колосса, я стремился немного набрать массу и стать сильнее. В итоге я съел гораздо больше. Из-за того, сколько я ел, мне приходилось есть каждые 2-3 часа, чтобы поддерживать свои калории»[37].
- Фань Бинбин — Блинк:
Мутант, которая имеет возможность создавать порталы для телепортации. Фань сказала, что фильм был первым из пяти фильмов о Людях Икс, на которые она подписала контракты с 20th Century Fox[38].
- Адан Канто — Санспот:
Мутант со способностью проецировать солнечную энергию и создавать пламя, который также обладает солнечной силой и полётом[39]. Чтобы подготовиться к роли, Канто исследовал Санспота, потому что, когда его выбрали, он не знал, как его персонаж участвует в фильме[40].
- Бубу Стюарт — Варпатч:
Мутанто, владеющий ножами боуи и эксперт-трекером, с сверхчеловеческими ловкостью, рефлексами, выносливостью, острой чувствительностью и повышенной силой. Готовясь к роли, Стюарт набрал 50 фунтов и отрастил волосы намного больше, чем обычно[41].

Кроме того, Фамке Янссен и Джеймс Марсден повторяют свои роли Джин Грей и Скотта Саммерса, соответственно, появившись в камео. Лукас Тилл повторяет свою роль Хавока. Эван Джонигкейт исполняет роль Жабы. Григ Лоу исполняет роль Инка. Авторы комиксов «Люди Икс» Лен Уэйн и Крис Клэрмонт появляются в роли конгрессменов США. Майкл Лернер играет сенатора Брикмана. Марк Камачо исполняет роль президента США Ричард Никсон. Зехра Леверман исполняет роль матери Ртути, мисс Максимофф. Сингер исполняет роль человека с небольшой плёночной камерой, когда Магнето уходит после побега Мистик в Париже. В сцене после титров Брендан Педдер исполняет роль древнего мутанта Эн Сабаха Нур.

## Производство

### Разработка
Продюсер Лорен Шулер Доннер в августе 2006 года заявила, что продолжение основной серии фильмов о Людях Икс потребует пересмотра. Новые члены актёрского состава фильма «Люди Икс: Последняя битва» согласились сниматься, а более старые члены актёрского состава — нет. Доннер сказала: «Есть сюжет, которые стоят сорок лет. Я всегда хотела сделать „Дни минувшего будущего“, и есть действительно много сюжетов, которые ещё предстоит рассказать». Позже она предложила идею четвёртого фильма франшизы режиссёру Брайану Сингеру после завершения фильма «Люди Икс: Первый класс». В марте 2011 года Доннер сказала, что фильм находится в «активной разработке в Fox»; она сказала: «Мы взяли лечение в Fox, и им это нравится… И „Люди Икс 4“ ведут к „Людям Икс 5“».
20th Century Fox рассматривала «Людей Икс: Первый класс» как первый фильм новой трилогии о Людях Икс. Доннер сравнила планы франшизы с более тёмным, более жестоким контентом серии фильмов о Гарри Поттере. Ранние сообщения говорили, что Мэтью Вон и Сингер вернутся, чтобы быть режиссёром и продюсиром продолжения соответственно. Всё ещё привязываясь к проекту в качестве режиссёра, Вон сказал: «„Первый класс“ похож на „Бэтмен: Начало“, где вам весело вводить персонажей и знакомиться с ними, но это требует времени. Но со вторым вы можете просто встать и хорошо провести время. Это главное различие между „Бэтменом: Начало“ и „Тёмным рыцарем“». Описывая возможное начало фильма, Вон сказал: «Я думал, что было бы весело начать с убийства Кеннеди, и мы раскрываем, что волшебная пуля управлялась Магнето». Сингер сказал, что действие фильма может вращаться вокруг движения за гражданские права чернокожих или войны во Вьетнаме, и что Росомаха может быть снова представлен. Сингер в интервью журналу Empire также говорил об «изменении истории». Он сказал, что не хочет, чтобы люди паниковали из-за событий в прошлом, «стирая» сюжетные линии предыдущих фильмов о Людях Икс, так как он верит в мультивселенные, объясняя, что некоторые события могут одинаково существовать в истории альтернативных вселенных.
В 2019 году Вон рассказал, что «Дни будущего прошлого» изначально должны были стать третьей частью трилогии, но студия решила иначе, что способствовало его решению покинуть проект. В разговоре с ComingSoon.net он сказал: «Это одна из причин, по которой я не продолжил, потому что они меня не слушали. В моём плане был „Первый класс“, затем второй фильм был о новом юном Росомахе в 70-х годах, чтобы продолжить этих персонажей, мою версию Людей Икс. Так что вы действительно познакомитесь со всеми из них, и мой финал должен был быть „Днями минувшего будущего“. Это был мой номер три, где вы приведёте их всех… потому что что больше, чем привести Маккеллена, Майкла, Стюарта и Джеймса и собрать их всех вместе? Когда я закончил сценарий „Дни будущего прошлого“, он был готов к работе, я посмотрел на него и сказал: „Я действительно думаю, что было бы весело выставить Тома Харди или кого-то в роли юного Росомахи, а затем собрать все вместе в конце“. Fox прочитала сценарий и сказала: „О, это слишком хорошо! Мы делаем это сейчас!“». Далее она прокомментировал: «Голливуд не понимает темп. Их руководители проезжают 100 миль в час, глядя в зеркало заднего вида и не понимая, почему они разбиваются».

### Сценарий
Кинберг сказал, что основное внимание в этом фильме уделяется будущему серии фильмов о Людях Икс. С использованием актёров из оригинальной трилогии и из «Первого класса» им нужно было решить цель продолжения. В рамках подготовки к фильму Кинберг изучал фильмы о путешествиях во времени, в том числе «Назад в будущее», «Терминатор» и «Терминатор 2: Судный день». Сингер придумал философию и набор правил для путешествия во времени в фильме, чтобы сюжет был как можно более правдоподобным.
«Days of the Future Past» — сюжетная линия в линии комиксах Marvel Comics «The Uncanny X-Men» выпуски 141—142, опубликованной в 1981 году. Речь идет о антиутопическом будущем, в котором мутанты заключены в лагеря для интернированных. Взрослая Кейт Прайд переносит свой разум в свою молодую «я», нынешнюю Китти Прайд, которая приводит Людей Икс, чтобы предотвратить роковой момент в истории, который вызывает антимутантную истерию. Эта сюжетная линия стала основой для фильма.
По словам Кинберга, когда они писали сценарий, они думали, что Росомахе было более разумно путешествовать между периодами времени, а не Китти Прайд, из-за его нестареющего внешнего вида и способности быстро исцеляться. Он также заявил о том, почему сделал Росомаху путешественником во времени: «Мы приняли решение по многим причинам… он главный герой франшизы и, вероятно, самый любимый персонаж для массовой аудитории». Кинберг и Вон рассматривали Бишопа и Кейбла кандидатов на роль путешественника во времени. Кинберг сказал, что Рейчел Саммерс была в первом черновике сценария; она отправила Росомаху обратно в 1973 год. Позже персонаж был заменён Китти Прайд, которой Кинберг дал вторичную силу отправки сознания людей в прошлое. Энджел Сальвадор, Джаггернаут, Джубили, Ночной Змей и Псайлок также были рассмотрены.
Сингера спросили, как фильм объединяет темы более ранних фильмов о Людях Икс; он сказал: «Это устанавливает, что некоторые персонажи-злодеи, возможно, были правы со своими страхами. Это противостоит понятиям надежды и второго шанса. Его персонажи, которые теряются, пытаясь найти себя. В „Людях Икс 1“ и „2“ персонажи пришли в себя и знали, кто они такие. В этом они все потеряны, и они пытаются держать это вместе».

### Предпроизводство
В ноябре 2011 года Саймон Кинберг, со-сценарист фильма «Люди Икс: Последняя битва» и со-продюсер фильма «Люди Икс: Первый класс», был нанят для написания сценария. В мае 2012 года 20th Century Fox объявила, что фильм выйдет 18 июля 2014 года. Позже дата выхода была перенесена на 23 мая того же года. В августе 2012 года было подтверждено название фильма «Люди Икс: Дни минувшего будущего». Фильм вдохновлён сюжетной линией комиксов Криса Клермонта и Джона Бирна «Days of the Future Past», которая представила идею альтернативного будущего для мутантов, которое выросло из убийства сенатора Братством злых мутантов, что привело к будущему, в котором за мутантами охотятся Стражи.
В октябре 2012 года Вон покинул должность режиссёра, чтобы сосредоточиться на фильме Марка Миллара «Kingsman: Секретная служба». Первоначально он хотел другое продолжение «Первого класса», снятое другим режиссёром с молодым Росомахой, которого, возможно, сыграл бы Том Харди, прежде чем вернуться режиссуре «Дней минувшего будущего» (действие которого происходит в 1980-х годах). Позже Сингер был объявлен режиссёром фильма; это была его третья режиссёрская роль в серии фильмов «Люди Икс». В рамках подготовки к фильму Сингер обратился к Джеймсу Кэмерону, чтобы обсудить путешествия во времени, теорию струн и мультивселенные. В том же месяце Ричард Стаммерс был назначен супервайзером по визуальным эффектам, так как Сингеру понравилась его работа в фильме «Прометей».
Сингер вернул большую часть команды, которая у него была в первом и втором фильмах. В декабре 2012 года были наняты два давно отсутствувших художника: художник-постановщик Джон Майр, который занимался только над «Людьми Икс», и художник по костюмам Луиза Мингенбах, которая также занималась над «Людьми Икс 2» и «Людьми Икс: Начало. Росомаха». В феврале 2013 года Джон Оттман, который, помимо «Людей Икс», сотрудничал со всеми работами Сингера с фильма «Подозрительные лица», был полностью подтверждён работой над музыкой и монтажом фильма.

### Кастинг
Я решил, что в следующий раз, когда я буду участвовать в фильме, в котором уже было много внимания, я буду использовать Twitter. В основном в качестве способа связи с фанатами. А также как способ прояснить недоразумения, чтобы люди знали. Знаете, они могут услышать, что актёр выбран, или услышать, что кто-то будет в нём, но пока я не скажу, что это так, это подтверждение.
Сингер использовал социальную сеть Twitter, чтобы объявить о кастинге фильма. В ноябре 2012 года он объявил, что Джеймс Макэвой, Майкл Фассбендер, Дженнифер Лоуренс и Николас Холт повторят свои роли. Позже в том же месяце он объявил, что Патрик Стюарт и Иэн Маккеллен повторят свои роли в более старых версий персонажей, которых играют Макэвой и Фассбендер. В декабре Сингер объявил, что Хью Джекман повторит свою роль Росомахи.
В январе 2013 года Сингер объявил, что Анна Пакуин, Шон Эшмор и Эллен Пейдж повторят свои роли Шельмы, Человека-льда и Китти Прайд. В феврале Сингер объявил, что Питер Динклэйдж сыграет роль главного антагониста. В марте Сингер объявил, что французский актёр Омар Си присоединился к актёрскому составу. Холли Берри сказала в интервью, что она повторит свою роль Шторм, за чем последовало заявление от Сингера о том, что Берри будет в фильме. Сингер выложил в Twitter фотографию актёров, которая подтвердила, что Дэниел Кадмор вернется в роли Колосса и что Фань Бинбин и Бубу Стюарт присоединились к актёрскому составу.
В апреле Сингер объявил, что американская певица и автор песен Леди Гага присоединилась к актёрскому составу в роли Ослепительной, но позже это было раскрыто как первоапрельская шалость. Сингер ретвитнул свою фотографию, Адана Канто, и подтвердил Патрика Стюарта, Маккеллена и Эшмора, за которым последовало подтверждение от Канто того, что он присоединился к актёрскому составу. В мае Сингер объявил, что Эван Питерс был выбран на роль Ртути. В июне австралийский актёр Джош Хелман был выбран на роль. В июле Сингер выложил в Twitter фотографию актёра Лукаса Тилла на съёмочной площадке, которая подтвердила, что он возвращается в роли Хавока. В январе 2014 года Эван Джонигкейт был выбран в качестве младшей версии Жабы.
Стэн Ли, соавтор Людей Икс, должен был появиться в камео в конце августа 2013 года в Монреале, Канада, но в конечном итоге решил посетить Fan Expo в Торонто.

### Съёмки
Бюджет фильма составил 205 миллионов долларов. Съёмки начались 15 апреля 2013 года в Mel’s Cité du Cinema в Монреале, Канада, и закончились 17 августа 2013 года. Съёмки должны были начаться в апреле 2013 года, чтобы соответствовать индивидуальному расписанию актёров. Олимпийский стадион, Монреальская ратуша и Макгиллский университет также использовались в качестве мест съёмок. Воздушная пластина была отправлена на съемку в Вашингтон, округ Колумбия. Дополнительные съёмки состоялись в Монреале в ноябре 2013 года и феврале 2014 года. По данным Calgary Herald, фильм является вторым по стоимости производства 20th Century Fox после фильма «Аватар (фильм, 2009)». Крис Клэрмонт сказал в интервью, что с ним проконсультировались по фильму.
«Люди Икс: Дни минувшего будущего» — первый фильм о Людях Икс, снятый в 3D; он был снят с использованием камер Arri Alexa-M с объективами Leica Prime и объективами Fujinon Zoom, а также с камерами 3ality Technica TS-35 и системами технологии Stereo Image Processor. Оператора Ньютона Томаса Сигела спросили об использовании камер Arri Alexa-M; он сказал: «Для нас с Брайаном Alexa была почти воротами к тому, как мы выглядели в фильме». Сигел добавил, что небольшой размер камеры Arri Alexa-M был большим преимуществом для основного блока фильма, в котором было три 3D-установки. В фильме также использовались Alexa XT для работы над 2D.
Художник-постановщик Джон Майр сказал, что его рабочая нагрузка была «сжата на шесть месяцев до 3-4 месяцев», учитывая, что декорации были огромными, но у него не было обычного времени на проектирование и строительство до начала съёмок. Подземные коридоры и наборы Церебро были верным воссозданием декораций, замеченных в первых Людях Икс, хотя и разграбленными и повреждёнными, подразумевая, что правительство совершило налёт на особняк. В наборах было много скрытых предметов, включая лестницу Особняка Икс. Майр сказал, что хочет принять обстановку 1970-х годов так же, как «Первый класс» принял обстановку 1960-х годов, и художник по костюмам Луиза Мингенбах также сильно опиралась на стили 1970-х годов для одежды, наблюдаемой в сценах 1973 года. Холт носил вельвет, Джекман — пряжку с деревянными панелинами и рубашку с принтом павлина, а Макэвой носил коричневую кожаную куртку. Питерс носил одежду, вдохновленную 1981 годом; это был способ Мингенбаха показать непочтительность Ртути в точное время и место. В одной из сцен Мингенбах дал Фассбендеру в роли молодого Эрика Леншерра шляпу-федору в качестве кивка на то, что персонаж носил в первом фильме о Людях Икс. Для периода в будущем Мингенбах хотела более тёмный, слегка футуристический и тактический вид персонажей. Это включало в себя смену костюма, который Патрик Стюарт ранее носил в роли Ксавьера.
У Стражей было две отдельные версии, чтобы изобразить, как более ранние прототипы, построенные Траском в 1970-х годах, превратились в адаптируемые машины для убийства в антиутопическом будущем. Сингер описал версию 1973 года как «немного весёлую и стильную, но и немного ретро», с ключевым элементом, что они сделаны из пластика, чтобы не были затронуты силами Магнето. Майр использовал стили из формованных пластмасс 1970-х годов для дизайна Стражей того периода и сослался на вдохновение как от автомобилей десятилетия, так и от «тех замечательных телевизоров, которые были круглыми с панелями из копчёного стекла». Общий стиль был громоздким, чтобы соответствовать «традиционной идее робота», и больше всего использовался из версии комиксов, такой как фиолетовый цвет и гуманоидная форма, пытаясь выделиться самостоятельно своим ретро-дизайном. Способность роботов летать сравнивалась с струей Harrier, так как Стражи имели вертикальный взлёт и могли скользить. Стражи в натуральную величину были построены Legacy Effects, чтобы быть представленными на съёмочной площадке, и имели сочленённые суставы, чтобы быть полностью позируемыми. Звуковые эффекты предотвращены металлических шумов, добавляя при этом эффекты на следы Стражей, чтобы показать их вес.
Будущие Стражи напоминали «гигантскую версию Мистик», чтобы показать, как их технологическое развитие было основано на изучении ДНК перевоплощающегося мутанта. Таким образом, их дизайн гладкий и женственный, с телом, покрытым механическими весами, которые двигаются в процессе адаптации к атаке мутанта, а также с угловатыми и тёмными лицами для усиления запугивания. Роботы из будущего включали в себя то, что Сингер описал как «биомеханическую технологию для превращения, чтобы адаптироваться к другим мутантам и взять на себя их телесность и некоторые из их способностей для использования их против мутантов», которые, как представлял себе режиссёр, подпитывается нанотехнологией и «способностью действительно менять вещи почти на молекулярном уровне». Головы Стражей открываются в качестве дополнительного оружия, а для более прямого боя роботы могут создавать лезвия и шипы из своих конечностей. Треск чешуй роботов был произведён путем трения заклёпанных ремней о сланцевые породы.
Для будущего была построена декорация с изображением монастыря на склоне холма. Майр был вдохновлён китайскими храмами, построенными на склонах скал. Будущее также включало в себя смесь архитектурных стилей из Китая, Индии и Индонезии. Частью набора была большая стена, которая была вдохновлена Великой Китайской стеной.

### Визуальные эффекты
В фильм было 1311 сцен с визуальными эффектами, созданных двенадцатью студиями. Ричард Стаммер выступал в качестве руководителя общих эффектов, основываясь на своей работе над «Прометеем». Ведущей компанией была Moving Picture Company, которая создала будущих Стражей и работала над сценами с участием Икс-Джета и красного виртуального мира Церебро. Масштабные тела Стражей были созданы путём адаптации инструмента, первоначально разработанного для создания волос и меха, который позже превратился в создание проксиального представления каждой отдельной шкалы как «волосяной фолликул». Ещё одним крупным участником была Digital Domain, с эффектами из части 1973 года, которая охватывала почти треть работы. К ним относятся Стражи, превращения и глаза Мистик, а также различные цифровые среды. Цифровое дополнение превратило удалённую взлетно-посадочную полосу в лагерь для заключённых во Вьетнаме и добавило знаменитые мансардные крыши Парижа в Монреаль. Работа по охране окружающей среды, основанная на Вашингтоне, округ Колумбия, потребовала от команды изучения периодических отсылок на Национальная аллея и Белый дом, а также сфотографировать почти весь стадион RFK, чтобы создать подробную цифровую копию. Rising Sun Pictures создала сцену, которую многие рецензенты считают центральным элементом эффектов фильма, где Ртуть использует свою суперскорость на кухне Пентагона. Изображая, как для быстрогодвижущегося в режиме реального времени все сходится к виртуальной остановке, объекты плавают в замедленной съёмке. После выполнения сканирования Лидаром кухонного гарнитура цифровое воссоздание добавило много созданного компьютером реквизита — кухонное оборудование, столовые приборы, овощи и воду, выпущенные спринклерной системой — отрендерилось почти в микроскопических деталях относительно размещения и освещения, особенно потому, что кадры должны были работать в 3D. Чтобы имитировать работу Ртути, бегущего по стенам, Эван Питерс и дублёр были сняты как на съёмочной площадке, подвешенными ремнём, так и на беговой дорожке, которая стояла перед зелёным экраном. Только ноги Питерса были заменены цифровыми. Несмотря на то, что сцена имеет только 29 эффектов, потребовалось почти семь месяцев работы команды RSP, состоящей из 70 художников.
Rhythm and Hues Studios работала над превращением Зверя, созданием самолёта Ксавьера и эффектами скорости для Ртути. Они также работали с Digital Domain над сценой с изображением внутренней части Стражей 1973 года. Mokko Studio работала над глазами Мистик и исправлением костюмов. Cinesite работала над будущим Нью-Йорком в первом прологе вместе с уборкой, удалением проводов и производственными исправлением. Fuel VFX работала над голографическими эффектами и способностями Хавока. Vision Globale работала над визуальными эффектами, связанными со сценой сна и воспоминаниями. Hydraulx, Lola и Method Studios обработали ряд композиций и производственных исправлений. The Third Floor работала над обширной раскадровкой и визуализацией.

## Музыка
Обычный сотрудник Брайана Сингера Джон Оттман работал над музыкой к фильму, а также был его монтажёром, тем самым став первым композитором, который написал музыку более чем одному фильму в серии фильмов «Люди Икс», ранее сочинив музыку к фильму «Люди Икс 2». Он повторно воспользовался некоторыми темами из «Людей Икс 2», включая заглавную тему, которая является первой для фильма о Людях Икс. Он также использовал современные инструменты и синтезаторные элементы по просьбе Сингера, так как её можно сравнить с другими современными саундтреками к супергеройским фильмам.
Саундтрек был выпущен 26 мая 2014 года Sony Classical Records в цифровом формате, затем 30 июня 2014 года на физических носителях. Расширенная версия саундтрека, включающая музыку эксклюзивно для The Rogue Cut, была выпущена 10 июля 2015 года.

## Показ
Мировая премьера фильма состоялась 10 мая 2014 года в Конференц-центре имени Джейкоба Джейвитса в Нью-Йорке. 21 мая он был выпущен на международных рынках в 2D и 3D кинотеатрах и 23 мая в США. Премьерные мероприятия также были проведены в Лондоне, Пекине, Москве, Сингапуре, Сан-Паулу, Мельбурне и Токио.

### Маркетинг
В июне 2013 года 20th Century Fox представила видео тура фильма на конференции CineEurope в Барселоне; Брайан Сингер выступил в качестве гида. Видео тура было включено в выпуск домашнего видео фильма 2013 года «Росомаха: Бессмертный». В июле 2013 года Сингер, Саймон Кинберг, Лорен Шулер Доннер и Хатч Паркер вместе с Дженнифер Лоуренс, Эваном Питерсом, Омаром Си, Эллен Пейдж, Шоном Эшмором, Анной Пэкуин, Холли Берри, Иэном Маккелленом, Патриком Стюартом, Хью Джекманом, Джеймсом Макэвоем, Майклом Фассбендером, Николасом Холтом и Питером Динклэйджом пришли на San Diego Comic-Con International 2013 года, где были показаны кадры из фильма. В августе 2013 года Сингер представил кадры из фильма на Международном кинофестивале «Фантазия». В марте 2014 года 20th Century Fox представила кадры из фильма на CinemaCon. В апреле 2014 года Пейдж представила кадры из фильма на церемонии MTV Movie Awards 2014. Кинберг и Динклэйдж посетили WonderCon, чтобы обсудить фильм. Сингер отказался от публичных раундов фильма из-за иска в сексуальном домогательстве, поданного против него. В июле 2014 года 20th Century Fox и Oculus Rift на San Diego Comic-Con International представили «опыт виртуальной реальности». Участникам была предоставлена возможность сесть в копию инвалидной коляски профессора Икс и виртуально поохотиться на Мистик в конференц-центре Сан-Диего.
В июле 2013 года сцена в середине титров, рекламирующая «Людей Икс: Дни минувшего будущего», была представлена в фильме «Росомаха: Бессмертный». Сцена, действие которой происходит спустя два года после событий фильма «Росомаха: Бессмертный», изображает Росомаху, проходя через контрольно-пропускной пункт безопасности аэропорта, а на заднем плане была реклама Trask Industries. Внезапно Росомаха замечает, что все металлические объекты вокруг него начинают трястись и парить. Он поворачивается и видит Магнето, который говорит, что ему нужна помощь, чтобы бороться с угрозой для всех мутантов. Когда Росомаха спрашивает Магнето, почему он должен ему доверять, окружающие их люди застывают, когда Ксавьер приближается к Росомахе и уверяет его, что Магнето говорит правду. Адам Покросс из Yahoo! Movies описали сцену в середине титров как самую крутую часть «Росомахи: Бессмертный» и написали: «Бум! И вот как вы рекламируете следующий фильм: давая нам так много, чтобы пережевать, но так мало ответов».
Первый официальный трейлер фильма был выпущен в октябре 2013 года. Джейсон Каллина из Herald News дал трейлеру положительный отзыв, сказав: «Это фантастика видеть персонажей, с которыми я вырос во плоти… нам всё ещё нужно подождать до конца мая, чтобы увидеть, преуспела ли Fox, но пока у них есть мой интерес». Бен Чайлд из The Guardian раскритиковал трейлер за количество персонажей, которые появятся в фильме. Чайлд написал: «Перегрузка фильма супергероями может понравиться поклонникам комиксов, но остальные из нас будут жевать свою собственную селезёнку, когда появится бесцветный чувак, чтобы проложить одну строку диалога, а затем сбросить с карты».
Сцена в середине титров, рекламирующая фильма, была представлена в фильме «Новый Человек-паук: Высокое напряжение». В сцене, действие которой происходит во время войны во Вьетнаме, Мистик пытается проникнуть в военный лагерь во главе с Уильямом Страйкером, чтобы нанять коллег-мутантов Хавока, Инка и Жабу. У режиссёра «Нового Человека-паука: Высокое напряжение» Марк Уэбб был существующий контракт с Fox Searchlight Pictures на режиссуру ещё одного фильма после «500 дней лета». После «Нового Человека-паука: Высокое напряжение» переговоры Уэбба с Sony Pictures Entertainment застопорились из-за его приверженности Fox. В конце концов Fox согласилась разрешить Уэббу снять продолжение «Нового Человека-паука», а взамен Sony продвигала фильм «Люди Икс» бесплатно. Кроме того, до выхода фильма были запущены три вирусных веб-сайта — Trask-Industries.com в июле 2013 года, TheBentBullet.com в ноябре 2013 года и 25Moments.com в апреле 2014 года. Для дальнейшего продвижения фильма Джекман появился в качестве гостя 28 апреля 2014 года в эпизоде «WWE Raw». Сегмент получил смешанную реакцию.

### Споры Брайана Сингера
В апреле 2014 года, за месяц до выхода фильма, Брайан Сингер был обвинён в гражданском иске в сексуальном домогательстве над несовершеннолетним. Согласно иску, поданному адвокатом Джеффом Херманом, Сингер, как утверждается, накачал наркотиками и изнасиловал актёра и модель Майкла Игана на Гавайях после встречи с ним на вечеринках, организованных осуждённым сексуальным преступником Марком Коллинзом-Ректором в конце 1990-х годов. Адвокат Сингера назвал обвинения «полностью сфабрикованными» и сказал, что Сингер планировал возразить иском. Сингер опроверг обвинения в заявлении, назвав их «возмутительными, порочными и совершенно ложными». В результате Сингер отказался от участия в рекламных турах фильма из-за иска о сексуальном домогательстве, поданного против него. 22 мая 2014 года, за день до выхода фильма, адвокат Сингера представил доказательства федеральному окружному судье Сьюзан Оки Молуэй, заявив, что ни Сингер, ни Иган не были на Гавайях в то время. В начале августа 2014 года Иган попытался отозвать свой иск посредством запроса о судебном постановлении об увольнениях и попросил, чтобы он был предоставлен «без ущерба или присуждения расходов или гонораров в интересах правосудия».
В мае 2014 года Герман подал ещё один иск от имени анонимного британца. И певец, и продюсер Гэри Годдард (который также был назван отдельно в первом случае) были обвинены в сексуальном домогательстве «John Doe No. 117.». Согласно иску, Годдард и Сингер встретились с мужчиной для секса, когда он был несовершеннолетним, и участвовали в актах «гендерного насилия» против него, находясь в Лондоне на премьере фильма «Возвращение Супермена». Обвинение против Сингера по этому делу было отклонено по просьбе обвинителя в июле 2014 года.
Споры Сингера позже были процитированы в документальном фильме 2014 года о сексуальном домогательстве над детьми в Голливуде «Открытая тайна», но детали обвинений Игана были опущены после того, как Иган отозвал свой иск во время производства фильма. Автор Брет Истон Эллис утверждал, что двое его бывших партнёров посещали секс-вечеринки для несовершеннолетних, организованных Сингером и его коллегой режиссёром Роландом Эммерихом.

### Маркетинговые партнёры
В июле 2013 года CKE Restaurants и 20th Century Fox объявили о рекламном партнёрстве для показа фильма. Акция включала в себя рекламу, мерчандайзинг, коллекционные чашки и бургер на тему фильма, The Western «X-Tra» Bacon Thickburger, продаваемый в ресторанах CKE Hardee’s и Carl’s Jr. Закари Эллер, старший вице-президент по маркетинговым партнёрствам и продвижению в 20th Century Fox, сказал: «Их весёлые и непочтимые рекламные кампании отлично сочетаются с нашим фильмом, и мы очень рады объединиться, чтобы накормить мутантов повсюду!».
Mountain Dew сотрудничала для продвижения по всему миру; акция включала в себя призы, телевизионную рекламу, онлайн-эксклюзивы, рекламу в магазине и в театре, а также памятную упаковку с участием персонажей Людей Икс из будущего и прошлого. Анна Рока, старший вице-президент по международным продвижениям в 20th Century Fox, заявила: «Приключенческий, энергичный подход фанатской базы [Mountain Dew] отражает собственную франшизу, а их международный охват помогает доставить наших любимых мутантов в больше уголков мира, чем когда-либо прежде».
В марте 2014 года британский железнодорожный оператор Virgin Trains West Coast восстановил поезд Pendolino класса 390 с участием персонажей фильма в вагонах. Он был запущен на лондонской станции Юстон, а Хью Джекман и Джеймс Макэвой присутствовали на запуске. Три месяца спустя Wolverhampton station на один день изменила свое название на «Wolverine station».
Kia Motors сотрудничала с 20th Century Fox для продвижения релиза фильма на видео с Sorrento на тему Росомахи. Внедорожник дебютировал на Открытом чемпионате Австралии 2015 года с серией видео с участием Рафаэля Надаля, объединившимся с Людьми Икс, чтобы спасти теннисное событие от Стражей.

### Выход на видео
В июне 2014 года кабельная сеть FX приобрела телевизионные права на фильм. Фильм был выпущен компанией 20th Century Fox Home Entertainment 23 сентября 2014 года для цифрового скачивания и 14 октября 2014 года на DVD, Blu-ray и Blu-ray 3D. В Великобритании он был выпущен 10 ноября 2014 года. Были выпущены три версии; Deluxe Edition, содержащая Blu-ray 3D, Blu-ray и цифровую копию; Blu-ray и цифровой загружаемый комбинированный пакет; и однодисковый DVD.

#### The Rogue Cut
14 июля 2015 года 20th Century Fox Home Entertainment выпустила альтернативную версию фильма под названием The Rogue Cut. В неё добавлено 17 минут ранее неиспользовых сцен, включая подсюжет с участием персонажа Анны Пакуин Роуг, чья роль в театральном версии была сведена к короткому камео. The Rogue Cut также была показана на San Diego Comic-Con International 2015 года.
Основные различия начинаются после сцены, в которой Росомаха в порыве эмоции ранит Китти — раны оказываются серьёзными, из-за чего ей труднее поддерживать его в прошлом. Бобби предлагает Профессору Икс и Магнито найти Шельму, чтобы она, используя силы Китти, заменила её. На слова Чарльза о том, что он все эти годы искал Шельму и не смог найти, Айсберг отвечает, что её держат в Церебро — там на ней ставят эксперименты, пытаясь адаптировать её способности для использования Стражами.
Используя самолёт Людей Икс, Чарльз, Бобби и Эрик пробираются в дом Чарльза, ставший неприступной крепостью Стражей, и спасают Шельму, но во время отступления от рук Стражей погибает Бобби (в оригинальной сцене он схожим образом погибает во время последней битвы). В воздухе на самолёт нападает Страж, и хотя Чарльзу удаётся сбросить его, рука робота застревает в корпусе корабля (рука посылала сигнал, именно так Стражи находят остальных в конце фильма). Вернувшись в убежище, Шельма забирает силы Китти и принимает её роль в процессе, позволяя Китти отдохнуть и восстановиться.
В прошлом, после того, как Чарльз попытался убедить Мистик бросить план по убийству Траска, она приходит в особняк. После разговора с Хэнком, она, приняв облик Чарльза, входит в Церебро и повреждает машину, чтобы Чарльз не смог найти её, а потом уходит. Хэнк показывает Логану и Чарльзу запись новостей, где говорится о прибытии Траска в Белый Дом, после чего все трое летят в Вашингтон. (В оригинальной сцене Чарльз понимает, куда направляется Рэйвен, запомнив билеты, которые она роняет, столкнувшись со стюардессой в аэропорту, через которую с ней говорил Чарльз).
В будущем, во время последней битвы, когда раненый Магнито запечатывает вход в убежище, сквозь преграду его переносит Китти (в оригинальной сцене это делает Блинк).
Добавлена сцена после анимационных титров, где показывают обросшего Траска, заключенного в тюрьме под Пентагоном, в которой ранее сидел Магнито.

## Реакция

### Кассовые сборы
Во всем мире фильм заработал 626,8 миллиона долларов в первый уик-энд, что является самым кассовым в мире уик-эндом выхода в серии. Фильм заработал 233,9 миллиона долларов в США и Канаде и 512 миллиона долларов в других странах, что составляет 747,9 миллиона долларов по всему миру, что делает его самым кассовым фильмом в серии, пока его не превзошёл «Дэдпул». Deadline Hollywood рассчитал чистую прибыль фильма в размере 77,3 миллионы долларов, учитывая производственный бюджет, доходы и поглощения, участие талантов и другие расходы, с кассовыми сборами и вспомогательными доходами от домашних СМИ, поставив его на шестнадцатое место в списке «Самых ценных блокбастеров» 2014 года.
В США и Канаде фильм заработал 8,1 миллиона долларов на показах в четверг вечером, что является самым высоким ночным открытием в серии. Это также был самый кассовый фильм в первый уик-энд, заработав 90,8 миллионов долларов, что сделало на тот момент его вторым по величине стартовым уик-эндом в серии, после фильма «Люди Икс: Последняя битва» (102,7 миллионов долларов). У фильма также был третий по величине стартовый уик-энд для фильма 20th Century Fox, после «Последней битвы» и «Звёздных войн: Эпизод III — Месть ситхов» (108,4 миллионов долларов). В течение четырёхдневных выходных в День памяти он заработал 110,6 миллиона долларов. Аудитория составляла 56 % мужчин и 59 % старше 25 лет.
В других странах фильм был самым кассовым в первый уик-энд, заработав 172 миллиона долларов, что сделало его самым кассовым уик-эндом открытия Fox International. Самые кассовые дебюты фильма были в Китае, Южной Корее, Великобритании, Ирландии и Мальте. Это был также самый кассовый дебют для фильма 20th Century Fox в 11 странах, включая Южную Корею, Бразилию, Филиппины и Индию. Он стал самым кассовым фильмом в серии в Аргентине, Австралии, Австрии, Бельгии, Бразилии, Китае, Колумбии, Хорватии, Чехии, Дании, Эквадоре, Египте, Финляндии, Франции, Гонконге, Венгрии, Индии, Израиле, Италии, Малайзии, Ливане, Мексике, Нидерландах, Новой Зеландии, Норвегии, Филиппинах, Польше, Сингапуре, Словакии, Южной Корее, Швеции, Таиланде, Великобритании и Ирландии и Венесуэле.

### Критика
На «Rotten Tomatoes» фильм имеет рейтинг 90 % на основе 331 отзывов со средней оценкой 7,5 из 10. Консенсус сайта гласит: "«Люди Икс: Дни минувшего прошлого» сочетает в себе лучшие элементы серии, чтобы создать удовлетворительно быстрый выход, который входит в число лучших частей франшизы. На «Metacritic» фильм имеет рейтинг 75 из 100, основанный на 44 отзывах, что указывает на «в целом благоприятные отзывы». Зрители, опрошенные «CinemaScore», дали фильму среднюю оценку «A» по шкале от «A+» до «F».
Шон О’Коннелл из CinemaBlend дал фильму четыре с половиной звезды из пяти и сказал, что это был «величайший, самый полный и ошеломляюще развлекательный фильм [Люди Икс] на сегодняшний день». Журнал Empire дал ему четыре звезды из пяти и назвал его «Лучшим фильмом о Людях Икс со времён второго фильма». Стив Роуз из The Guardian дал фильму три звезды из пяти; он сказал: «Непоклонники могут испытывать трудности, но режиссёр Брайан Сингер поднимает действие к симфонической кульминации». Дэвид Руни из The Hollywood Reporter сказал: «Хотя он более драматично диффузный, чем перезапуск, и не имеет окончательного злодея, новый фильм снят с волнующим почтением к персонажам Marvel Comics и их вселенной». Джастин Чанг из Variety сказал: «Если затруднения персонажей иногда кажутся чрезмерно ограниченными, они также продвигаются с упрямствующей эмоциональной прямотой, лишённой и цинизма, и сентиментализма, которая затрагивает подлинные аккорды чувств в течение 130-минутного [sic] времени съёмок фильма». В 2016 году Джеймс Харизма из Playboy поставил фильм на 8-е место в списке «15 сиквелов, которые намного лучше, чем оригинал».
Робби Коллин из The Daily Telegraph дал фильму две звезды из пяти и назвал сюжет «яйцом куратора, тщательно перемешанным». Он сказал: «Фильм растратит оба своих актёрского состава, перелистывая от одного запутавшегося набора к другому. Кажется, он был построен в ступоре, и вы смотрите в оцепе от минувшего прошлого». Саймон Абрамс, пишущий для сайта RogerEbert.com, дал фильму две с половиной звезды из четырёх, назвав его «визуально управляемым сюжетом, написанным по номерам». Абрамс критиковал неразвитые сюжеты, которые сложились, потому что темп фильма оставлял мало времени для разработки каждого элемента сюжета, действие которого происходит в 1970-х годах.
После критики «Людей Икс: Последняя битва» за убийство главных героев, таких как Чарльз Ксавьер, Циклоп и Джин Грей, «Люди Икс: Дни минувшего будущего» впоследствии были рассмотрены некоторыми критиками как пересмотр этих спорных сюжетных элементов в «Людях Икс: Последняя битва».

### Награды и номинации
| Премия                                       | Дата церемонии  | Категория                                                                           | Получатель(И)                                                                       | Результат | Примечания      |
| -------------------------------------------- | --------------- | ----------------------------------------------------------------------------------- | ----------------------------------------------------------------------------------- | --------- | --------------- |
| 3D Creative Arts Awards                      | 28 января 2015  | Best Feature Film — Live Action                                                     | Люди Икс: Дни минувшего будущего                                                    | Номинация | [ 191 ]         |
| 3D Creative Arts Awards                      | 28 января 2015  | Лучшая сцена в художественном фильме                                                | Люди Икс: Дни минувшего будущего                                                    | Победа    | [ 192 ]         |
| AACTA                                        | 29 января 2015  | Лучшие визуальные эффекты                                                           | Тим Кросби и Адам Пашке                                                             | Номинация | [ 193 ] [ 194 ] |
| Оскар                                        | 22 февраля 2015 | Лучшие визуальные эффекты                                                           | Ричард Стаммерс, Лу Пекора, Тим Кросби и Кэмерон Вальдбауэр                         | Номинация | [ 195 ]         |
| BAFTA                                        | 8 февраля 2015  | Лучшие визуальные эффекты                                                           | Ричард Стаммерс, Андерс Лэнгландс, Тим Кросби и Кэмерон Вальдбауэр                  | Номинация | [ 196 ]         |
| Empire Awards                                | 29 марта 2015   | Лучший научно-фантастический/фэнтезийный фильм                                      | Люди Икс: Дни минувшего будущего                                                    | Победа    | [ 197 ]         |
| Золотой трейлер                              | 30 мая 2014     | Лучший трейлер летний блокбастера 2014 года                                         | «Remember» (сцена толпы)                                                            | Номинация | [ 198 ] [ 199 ] |
| Золотой трейлер                              | 6 мая 2015      | Лучшая графика в телевизионном ролике                                               | «Dazzling Review» (TRANSIT)                                                         | Номинация | [ 200 ] [ 201 ] |
| MTV Movie Awards                             | 12 апреля 2015  | Лучший кинозлодей                                                                   | Питер Динклэйдж                                                                     | Номинация | [ 202 ]         |
| Nickelodeon Kids’ Choice Awards              | 28 марта 2015   | Любимая женская роль боевика                                                        | Хэлли Берри                                                                         | Номинация | [ 203 ]         |
| Nickelodeon Kids’ Choice Awards              | 28 марта 2015   | Любимая женская роль боевика                                                        | Эллен Пейдж                                                                         | Номинация | [ 203 ]         |
| Nickelodeon Kids’ Choice Awards              | 28 марта 2015   | Любимая мужская роль боевика                                                        | Хью Джекман                                                                         | Номинация | [ 203 ]         |
| Nickelodeon Kids’ Choice Awards              | 28 марта 2015   | Любимая мужская роль                                                                | Хью Джекман                                                                         | Номинация | [ 203 ]         |
| People’s Choice Awards                       | 7 января 2015   | Любимый боевик                                                                      | Люди Икс: Дни минувшего будущего                                                    | Номинация | [ 204 ]         |
| People’s Choice Awards                       | 7 января 2015   | Любимый фильм                                                                       | Люди Икс: Дни минувшего будущего                                                    | Номинация | [ 204 ]         |
| Сатурн                                       | 25 июня 2015    | Лучший фильм — экранизация комикса                                                  | Люди Икс: Дни минувшего будущего                                                    | Номинация | [ 205 ]         |
| Сатурн                                       | 25 июня 2015    | Лучший дизайн костюмов                                                              | Луиза Мингенбах                                                                     | Номинация | [ 205 ]         |
| Сатурн                                       | 25 июня 2015    | Лучшая режиссура                                                                    | Брайан Сингер                                                                       | Номинация | [ 205 ]         |
| Сатурн                                       | 25 июня 2015    | Лучший монтаж                                                                       | Джон Оттман                                                                         | Номинация | [ 205 ]         |
| Сатурн                                       | 25 июня 2015    | Лучший грим                                                                         | Адриан Морот и Норма Хилл-Паттон                                                    | Номинация | [ 205 ]         |
| Сатурн                                       | 22 июня 2016    | Лучшее специальное DVD- или Blu-ray-издание                                         | Люди Икс: Дни минувшего будущего (The Rogue Cut)                                    | Победа    | [ 206 ] [ 207 ] |
| Премия Гильдии киноактёров США               | 25 января 2015  | Лучший каскадёрский ансамбль в игровом кино                                         | Люди Икс: Дни минувшего будущего                                                    | Номинация | [ 208 ]         |
| Премия Ассоциации кинокритиков святого Луиса | 15 декабря 2014 | Лучшая сцена                                                                        | Побег Ртути из Пентагона                                                            | Победа    | [ 209 ] [ 210 ] |
| Teen Choice Awards                           | 10 августа 2014 | Выбор актрисы: Научная фантастика/Фэнтези                                           | Хэлли Берри                                                                         | Номинация | [ 211 ]         |
| Teen Choice Awards                           | 10 августа 2014 | Выбор актрисы: Научная фантастика/Фэнтези                                           | Дженнифер Лоуренс                                                                   | Победа    | [ 211 ]         |
| Teen Choice Awards                           | 10 августа 2014 | Выбор фильма — Похититель сцен                                                      | Николас Холт                                                                        | Номинация | [ 211 ]         |
| Teen Choice Awards                           | 10 августа 2014 | Выбор фильма — Похититель сцен                                                      | Эллен Пейдж                                                                         | Номинация | [ 211 ]         |
| Teen Choice Awards                           | 10 августа 2014 | Выбор фильма — Научная фантастика/Фэнтези                                           | X-Men: Days of Future Past                                                          | Номинация | [ 211 ]         |
| Teen Choice Awards                           | 10 августа 2014 | Выбор фильма — злодей                                                               | Майкл Фассбендер                                                                    | Номинация | [ 211 ]         |
| Общество специалистов по визуальным эффектам | 4 февраля 2015  | Лучшие визуальные эффекты в фотореалистичном/игровом боевике на визуальных эффектах | Ричард Стаммерс, Блондел Айду, Лу Пекора, Андерс Ландлангс и Кэмерон Вальдбауэр     | Номинация | [ 212 ] [ 213 ] |
| Общество специалистов по визуальным эффектам | 4 февраля 2015  | Лучшая виртуальная съёмка в фотореалистичном/игровом боевике                        | Остин Бонанг, Кейси Шац, Деннис Джонс и Ньютон Томас Сигел — сцена на кухне         | Победа    | [ 212 ] [ 213 ] |
| Общество специалистов по визуальным эффектам | 4 февраля 2015  | Лучшие смоделированные эффекты в фотореалистичном/игровом фильме                    | Адам Пашке, Премамурти Пэтч, Сэм Хэнкок и Тимми Лундин — Ртуть на кухне в Пентагоне | Победа    | [ 212 ] [ 213 ] |
| Молодой Голливуд                             | 28 июля 2014    | Лучшая химия актёров — фильм                                                        | Люди Икс: Дни минувшего будущего                                                    | Номинация | [ 214 ] [ 215 ] |
| Молодой Голливуд                             | 28 июля 2014    | Любимая женская роль фанатов                                                        | Дженнифер Лоуренс                                                                   | Номинация | [ 214 ] [ 215 ] |
| Молодой Голливуд                             | 28 июля 2014    | Любимый фильм                                                                       | Люди Икс: Дни минувшего будущего                                                    | Номинация | [ 214 ] [ 215 ] |
| Молодой Голливуд                             | 28 июля 2014    | Супер супергерой                                                                    | Николас Холт                                                                        | Номинация | [ 214 ] [ 215 ] |

## Продолжения
Продолжение, «Люди Икс: Апокалипсис», вышло 27 мая 2016 года. Последнее продолжение, «Люди Икс: Темный Феникс», вышло 7 июня 2019 года.